# حبش حاسب
حبش حاسب زادهٔ مرو (اکنون ماری، جمهوری ترکمنستان) در بغداد برآمد، و در زمان ۸۶۴ تا ۸۷۴ میلادی [ ۲۵۰ - ۲۶۰ ه‍.ق ] در حدود صد سالگی درگذشت. منجم ایرانی زمان مأمون و معتصم بود.(۱) ریاضی‌دان و اخترشناس.
نام کامل او احمدبن عبدالله مروزی حبش حاسب و در بعضی از منابع حبش‌بن حاسب نوشته شده است.

## زندگی
از زندگی حاسب، حتی از زادروز یا تاریخ درست درگذشت او آگاهی در دست نیست. فقط می‌دانیم او در اوایل سده سوم هجری خورشیدی در بغداد به عنوان ستاره‌ شناس فعالیت می‌کرده‌ است؛ و البته زیجهای فراوانی از او به دست آمده‌ است؛ و در اواخر سده نهم میلادی درگذشت است.

## ستاره‌شناسی
1. کار مجدد در مورد سند هند
2. زیج ممتحن، این اثر شناخته شده‌ترین کار او است، که بر پایهٔ کار بطلمیوس قرار دارد و مبتنی بر رصدهای خود حبش است.
3. شاه زیج، کوتاه‌ترین او
4. زیج دمشق
5. زیج مأمونی یا زیج عربی-زیج اخیر و زیج دمشق، به جای آن که بر مبنای گاه‌شماری یزدگردی یا سلوکی باشند، مبتنی بر تقویم هجری هستند
6. دربارهٔ رخامات و اندازه‌گیری‌ها
7. دربارهٔ کرات آسمانی
8. دربارهٔ اسطرلاب
9. دربارهٔ سطوح مورب و عمودی
10. دربارهٔ فواصل اختران.

کارهای دیگر حبش در زمینهٔ اخترشناسی مشتمل بودند بر نظریه‌های مربوط به خورشید، ماه، و سیاره‌ها، عرض جغرافیایی ماه و سیاره‌ها؛ نظریهٔ اختلاف منظر، و نظریهٔ قابلیت رویت.

## مثلثات
حبش برای حل مسائل اخترشناسی کروی، تبدیل مختصات، اندازه‌گیری‌های زمان، و بسیاری مسایل دیگر به مثلثات روی آورد و با تعریف جیب (سینوس) و تنظیم جدول مماس و ابداع نسبتی به نام ظلٌ که امروزه تانژانت گفته می‌شود و سرانجام تهیه جداول معادلات اخترشناسی معیار به دست می‌دهد.
حاسب اولین کسی است که جداولی برای تابع‌های سینوس و تانژانت تهیه کرد او در حدود سال ۸۵۰ میلادی در زیج خود جدولی برای تابع‌های سینوس و تانژانت تهیه کرد. اختلاف بین دو درجه متوالی برای سینوس‌ها و تانژانت‌ها یک درجه بود و در هر دو مورد نتایج تا سه رقم شصت‌گانی درست بود.